# Faramea umbellifera
Faramea umbellifera là một loài thực vật có hoa trong họ Thiến thảo. Loài này được (C.Presl) Müll.Arg. mô tả khoa học đầu tiên năm 1881.